# فاطمة الزهراء رايس
فاطمة الزهراء رايس (بخط التيفيناغ: ⴼⴰⵜⵎⴰ ⵣoⵀⵔⴰ ⵔⴰⵉⵙ) هي إدارية ووالية وسياسية جزائرية.

## الدراسة
التحقت فاطمة الزهراء رايس بالمدرسة العليا للإدارة الجزائرية خلال عام 1975م بعد نجاحها في مسابقة الدخول.
وتخرجت بعد ذلك من هذه المدرسة العليا خلال عام 1979م ضمن تخصص الإدارة العامة.

## المسار المهني
تم تعيين فاطمة الزهراء رايس في منصب أمينة عامة في ولاية مستغانم ابتداء من عام 2002م.
واستمرت في هذا المنصب كأمينة عامة نحو ثلاثة أعوام إلى غاية تاريخ 2 جويلية 2005م.
ثم تم تعيينها في منصب أمينة عامة في ولاية الطارف ابتداء من تاريخ 2 جويلية 2005م.
واستمرت في هذا المنصب كأمينة عامة نحو ثلاثة أعوام إلى غاية تاريخ 7 ماي 2008م.
ثم تم تعيينها في منصب والية منتدبة في دائرة زرالدة ابتداء من تاريخ 7 ماي 2008م.
واستمرت في هذا المنصب كوالية منتدبة أكثر من سنة إلى غاية تاريخ 30 سبتمبر 2010م.
ثم تم تعيينها في منصب والية منتدبة في دائرة بئر توتة ابتداء من تاريخ 30 سبتمبر 2010م.
واستمرت في هذا المنصب كوالية منتدبة أكثر من سنة إلى غاية تاريخ 22 جويلية 2015م.
ثم تم تعيينها في منصب والية في ولاية قالمة ابتداء من تاريخ 22 جويلية 2015م.
واستمرت في هذا المنصب أكثر من سنتين إلى غاية عام 2018م.

### مواضيع ذات صلة
- قائمة الولاة في الجزائر
- ولايات الجزائر
- دوائر الجزائر
- بلديات الجزائر
- وزارة الداخلية الجزائرية
- التقسيم الإداري في الجزائر
- نورية يمينة زرهوني
- لبيبة ويناز
- نصيرة براهيمي

### وصلات خارجية
- الموقع الرسمي لوزارة الداخلية الجزائرية